# Projeto Tóquio
O Projeto Tóquio foi uma frase tradicionalmente usada pela mídia brasileira, assim como por dirigentes e torcedores de clubes, no sentido de vencer ou tentar vencer a competição futebolística Taça Libertadores da América e, assim, disputar o Campeonato Mundial de Clubes da FIFA (ou, antes o Mundial Interclubes) quando este era realizado nesta cidade, no Japão, entre 1980 e 2001. Assim, quando um clube era eliminado da competição, era dito pela mídia que o time adiou seu Projeto Tóquio.
O projeto normalmente começava assim que o clube vence o Campeonato Brasileiro Série A ou a Copa do Brasil (ambas competições classificam seu respectivo vencedor para disputar a Taça Libertadores), e os clubes normalmente investem muito dinheiro para vencer a Taça Libertadores. Em 1998, o Vasco da Gama investiu 10 milhões de dólares para vencer a competição.

### Livros
- Pedro Ernersto Denardin e Claudio Dienstmann (1995). Grêmio 95 - Projeto Tóquio 2 ed. Porto Alegre, Rio Grande do Sul: Federação Gaúcha de Futebol